# Maison de Lippe
La maison de Lippe est une maison princière, souveraine de la Principauté de Lippe.

## Histoire
Le fondateur de la future principauté de Lippe est Bernard Ier, qui reçoit en 1123 une partie du territoire de Lothaire de Supplinbourg, empereur germanique et roi des Romains. Bernard relève dès lors le titre de « seigneur de Lippe ». Les successeurs de Bernard héritent et obtiennent plusieurs comtés. En 1528, Simon V est le premier souverain de Lippe à porter le titre de comte du Saint-Empire.
Après la mort de Simon VI en 1613, la seigneurie de Lippe est divisée en comtés dirigés distinctement par ses quatre fils survivants : 
- Lippe-Detmold échoit à Simon VII ;
- Lippe-Brake est donnée à Othon ;
- Lippe-Schwalenberg échoit à Hermann (mort sans descendance en 1620) et dont les possessions passent ensuite à ses frères : Simon VII (Schwalenberg) et Othon (Schieder) ;
- Lippe-Alverdissen est attribuée à Philippe Ier fondateur de la maison de Schaumbourg-Lippe[3].

En 1709, à la mort sans descendant masculin, de Louis-Ferdinand de Lippe-Brake, le comté de Lippe-Brake est réuni à la ligne principale de Detmold.
Une autre branche de la famille est fondée en 1671 par Jobst Herman, un fils cadet de Simon VII, qui devient le fondateur de la ligne Lippe-Biesterfeld qui cependant ne règne pas comme souveraine, à l'exception du dernier prince de Lippe, Léopold IV (1905-1918), né comte de Lippe-Biesterfeld, qui hérite du trône en 1905 après que la lignée de Detmold s'est éteinte.
Une autre branche, fondée par Ferdinand de Lippe-Biesterfeld en 1734, toujours existante, est celle de Lippe-Weissenfeld, élevée au rang des princes au début du XXe siècle, qui est une branche cadette des Lippe-Biesterfeld. En 1948, le prince Bernhard de Lippe-Biesterfeld, neveu du prince Léopold IV, devient le prince consort de la reine Juliana des Pays-Bas.
Les comtes de Lippe-Detmold obtiennent le titre de prince du Saint-Empire en 1789, en la personne de Léopold Ier de Lippe. Peu de temps après être devenue un État membre de l'Empire allemand en 1871, la ligne princière de Lippe-Detmold s'est éteinte le 20 juillet 1895.
Il en est résulté un conflit d'héritage entre la principauté voisine de Schaumburg-Lippe (possédée par l'ancienne ligne Lippe-Alverdissen) et la ligne cadette de Lippe-Biesterfeld. La dispute a été résolue par la cour impériale à Leipzig en 1905 : la souveraineté de la principauté passant à la ligne de Lippe Biesterfeld - contrairement au désir de l'empereur Guillaume II qui aurait préféré son beau-frère Adolphe de Schaumbourg-Lippe, un prince cadet de sa maison, comme souverain à Detmold.

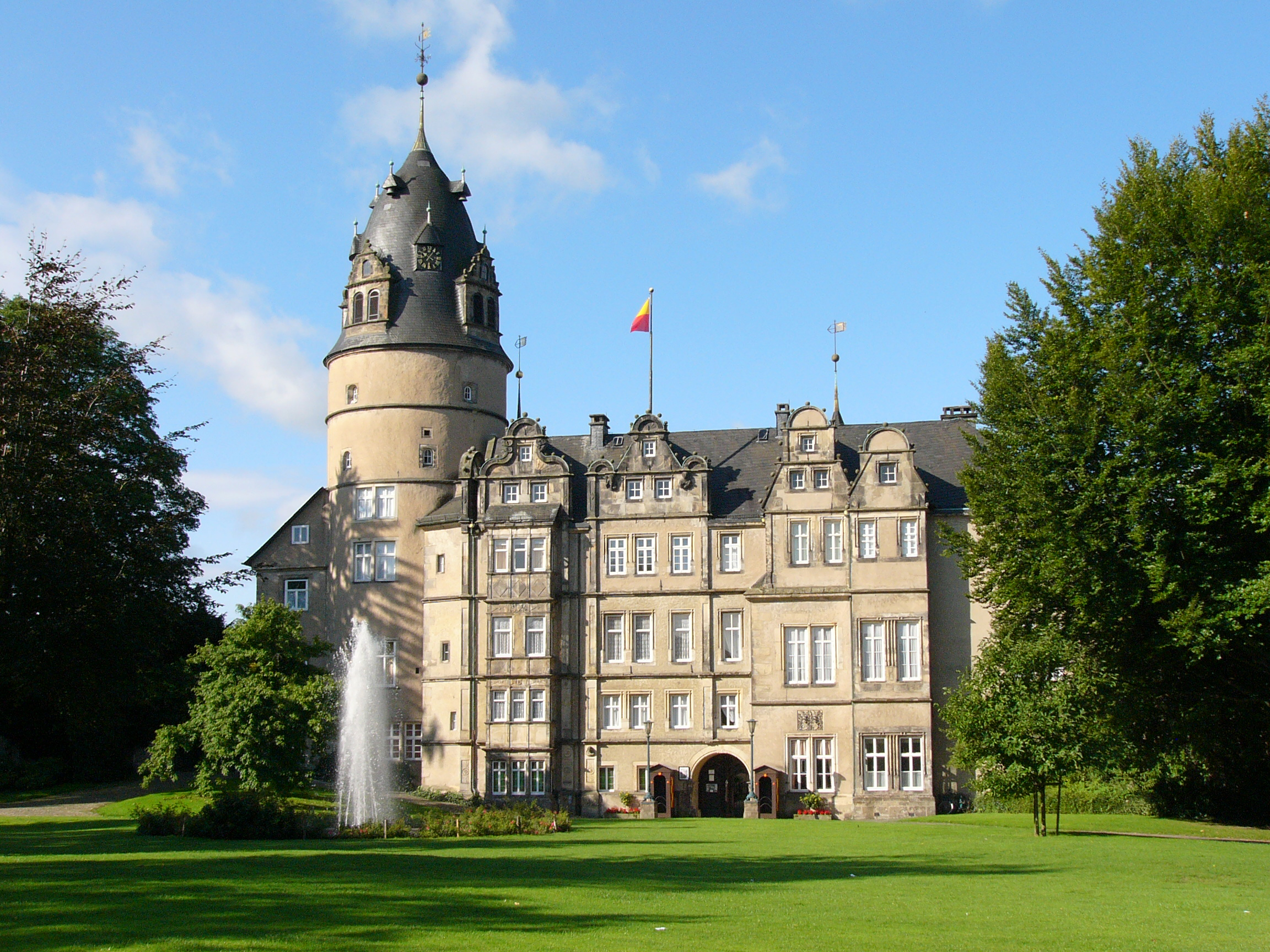
La résidence des souverains, le château de Detmold.

La principauté de Lippe existe jusqu'au 12 novembre 1918, lors de l'abdication de Léopold IV Lippe, et devient, dès lors, un état libre sous la forme d'une république fédérée jusqu'en 1933,. En 1947, la Lippe est intégrée dans l'état de Rhénanie-du-Nord-Westphalie. Le prince Stéphane de Lippe, chef de la maison depuis 2015, est toujours propriétaire du domaine et du château de Detmold.

## Liste des souverains de Lippe

### Seigneurs de Lippe (1123-1528)
- Bernard Ier de Lippe (en) (1123-1158).
- Herman Ier de Lippe (1158-1167).
- Bernard II de Lippe (vers 1140 – 30 avril 1224), fils du précédent, porte le titre de 1167 à 1196.
- Herman II de Lippe (1175 – 25 décembre 1229), fils du précédent, porte le titre de 1196 à 1229.
- Bernard III de Lippe (vers 1194 – vers 1265), fils du précédent, porte le titre de 1229/1230 à 1265.
- Herman III de Lippe (vers 1233–1273), fils du précédent, porte le titre de 1265 à 1273, à Lippstadt et Bernard IV de Lippe (vers 1230 – juin 1275), fils du précédent, porte le titre de 1265 à 1275, à Rheda.
- Simon Ier de Lippe (vers 1261 – 10 août 1344), fils de Bernard IV, porte le titre de 1273 à 1344.
- Simon II de Lippe (de) (vers 1285 - 1334), fils de Simon Ier, porte le titre « avec ses frères », mais meurt avant son père.
- Otto de Lippe (vers 1300 – 1360), fils de Simon Ier, porte le titre de 1344 à 1360, à Lemgo, et son frère Bernard V de Lippe (vers 1290 – avant 1365), fils de Simon Ier, porte le titre de 1344 à 1364, à Rheda.
- Simon III de Lippe (vers 1340 – 1410), fils d'Otto de Lippe, porte le titre de 1360 à 1410.
- Bernard VI de Lippe (vers 1363 – 1415), fils de Simon III, porte le titre de 1410 à 1415.
- Simon IV de Lippe (vers 1404 – 11 août 1429), fils de Bernard VI, porte le titre de 1415 à 1429.
- Bernard VII de Lippe (4 décembre 1428 – 2 avril 1511), fils de Simon IV, porte le titre de 1429 à 1511 (plus long règne européen).
- Simon V de Lippe (1471 – 17 septembre 1536), fils de Bernard VII, porte le titre de 1511 à 1528.

Fin de la seigneurie et fondation du comté en 1528.

### Comtes de Lippe (1528-1613)
- Simon V de Lippe (1528-1536).
- Bernard VIII de Lippe (1536-1563).
- Simon VI de Lippe (1563-1613).

### Comtes de Lippe-Detmold (1613-1789)
- Simon VII de Lippe (1613-1627).
- Simon-Louis de Lippe (1627-1636).
- Simon-Philippe de Lippe (1636-1650).
- Jean-Bernard de Lippe (1650-1652).
- Herman-Adolphe de Lippe (1652-1665).
- Simon-Henri de Lippe (1665-1697).
- Frédéric-Adolphe de Lippe (1697-1718).
- Simon-Henri-Adolphe de Lippe (1718-1734).
- Simon-Auguste de Lippe (1734-1782).
- Léopold Ier de Lippe (1782-1789).

Fin du comté et fondation de la principauté en 1789.

### Princes de Lippe (1789-1918)

#### Maison de Lippe-Detmold
- Léopold Ier de Lippe (1789-1802).
- Léopold II de Lippe (1802-1851).
- Léopold III de Lippe (1851-1875).
- Woldemar de Lippe (1875-1895).
- Alexandre de Lippe (1895-1905).

#### Maison de Lippe-Biesterfeld
- Léopold IV de Lippe (1905-1918).

Fin de la principauté et fondation de l'État en 1918.

### Prétendants au trône (depuis 1918)
- Léopold IV de Lippe (1918-1949).
- Armin de Lippe (1949-2015) épouse Traute Becker.
- Stephan de Lippe (2015-) épouse Maria comtesse de Solms-Laubach.

## Châteaux en possession de la maison de Lippe

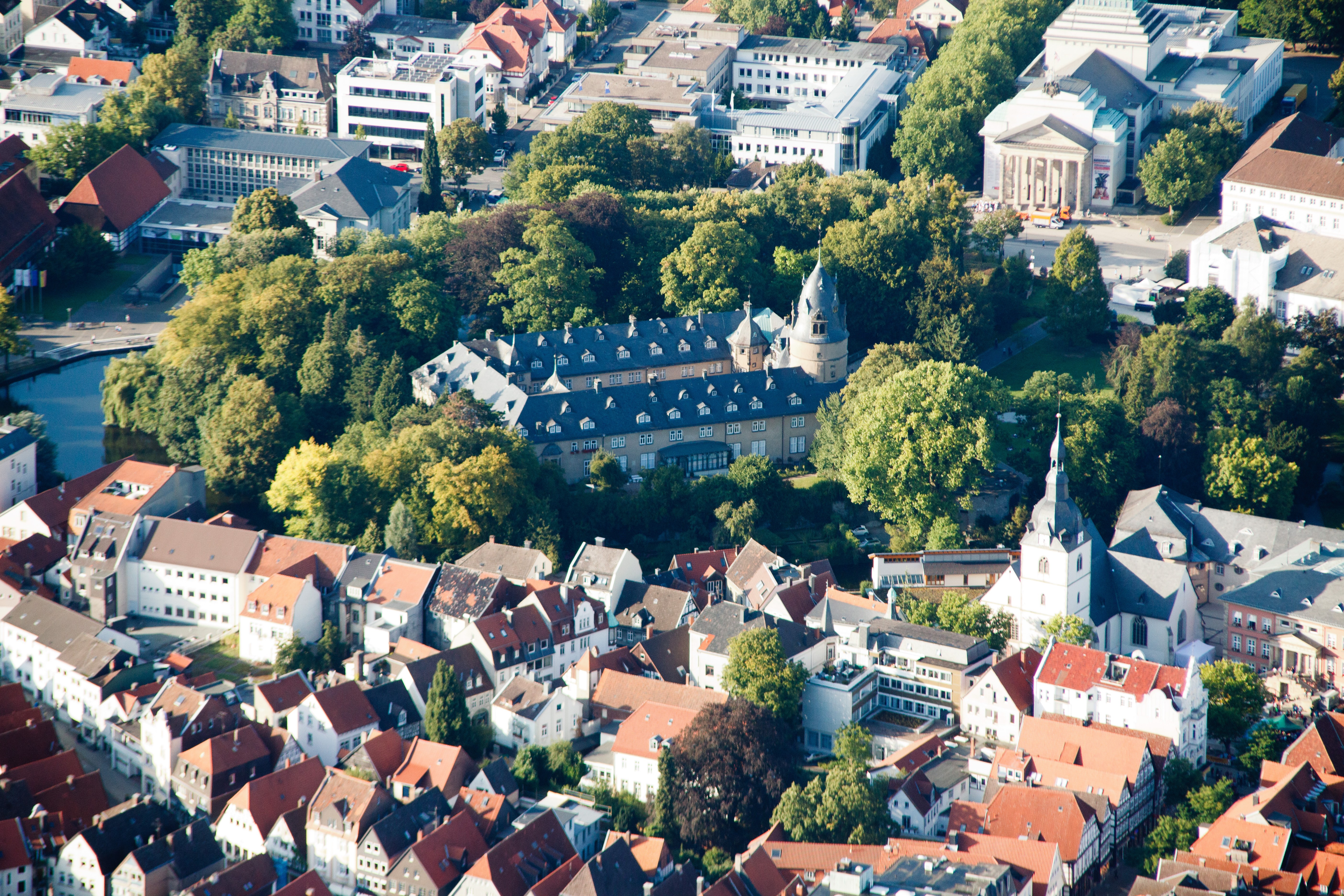
Château de Detmold.
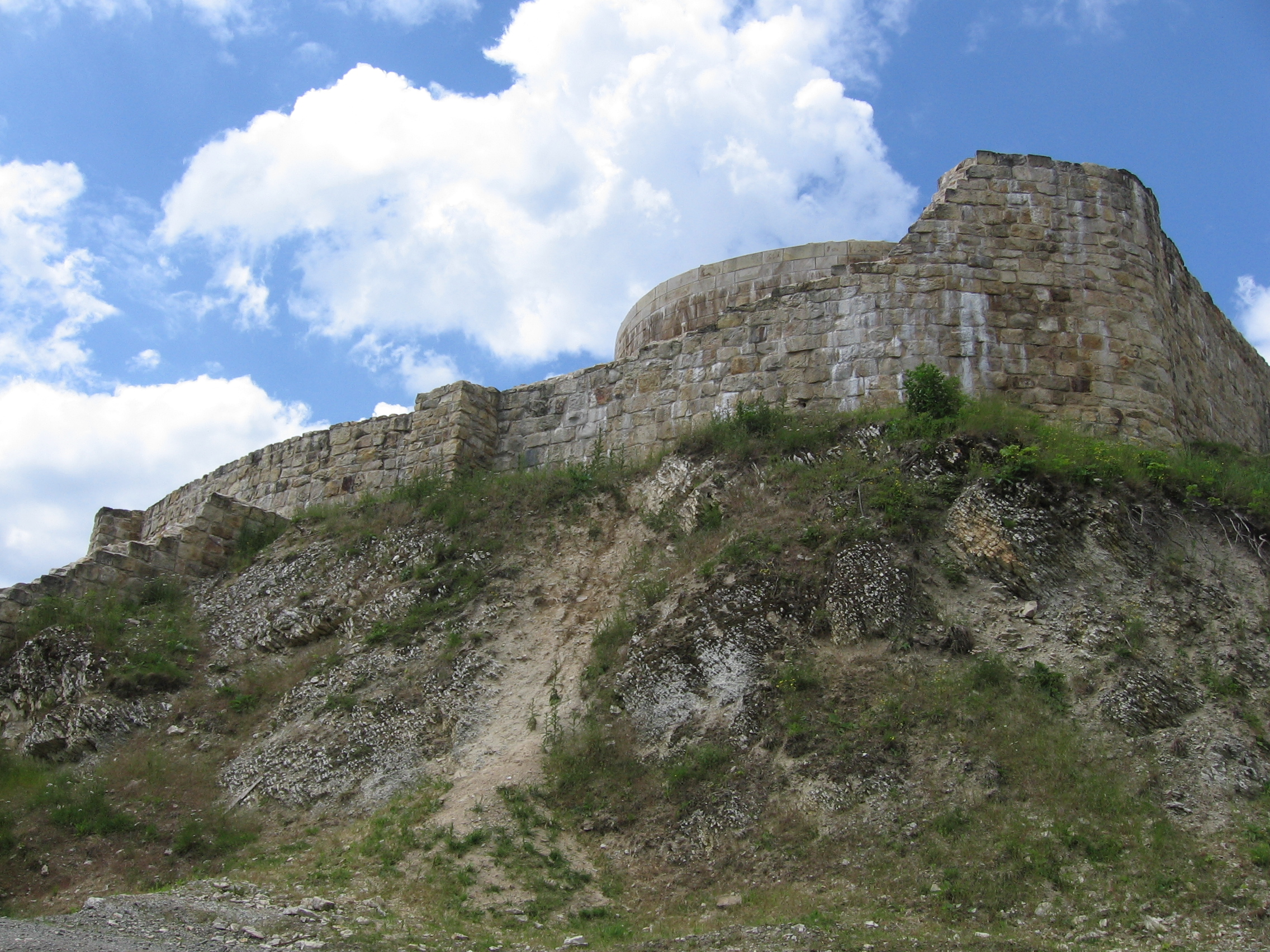
Château de Falkenburg.
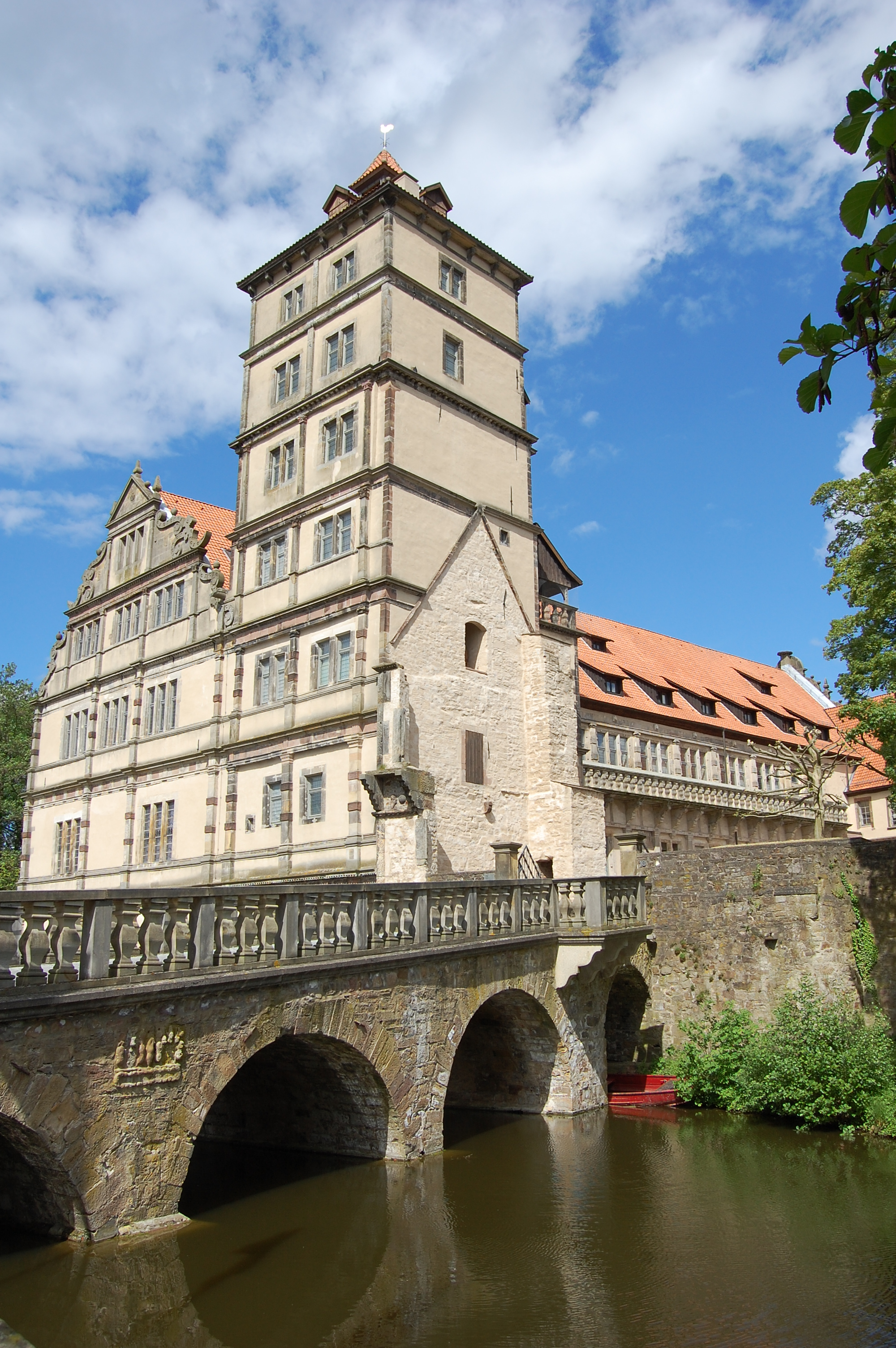
Château de Lemgo.
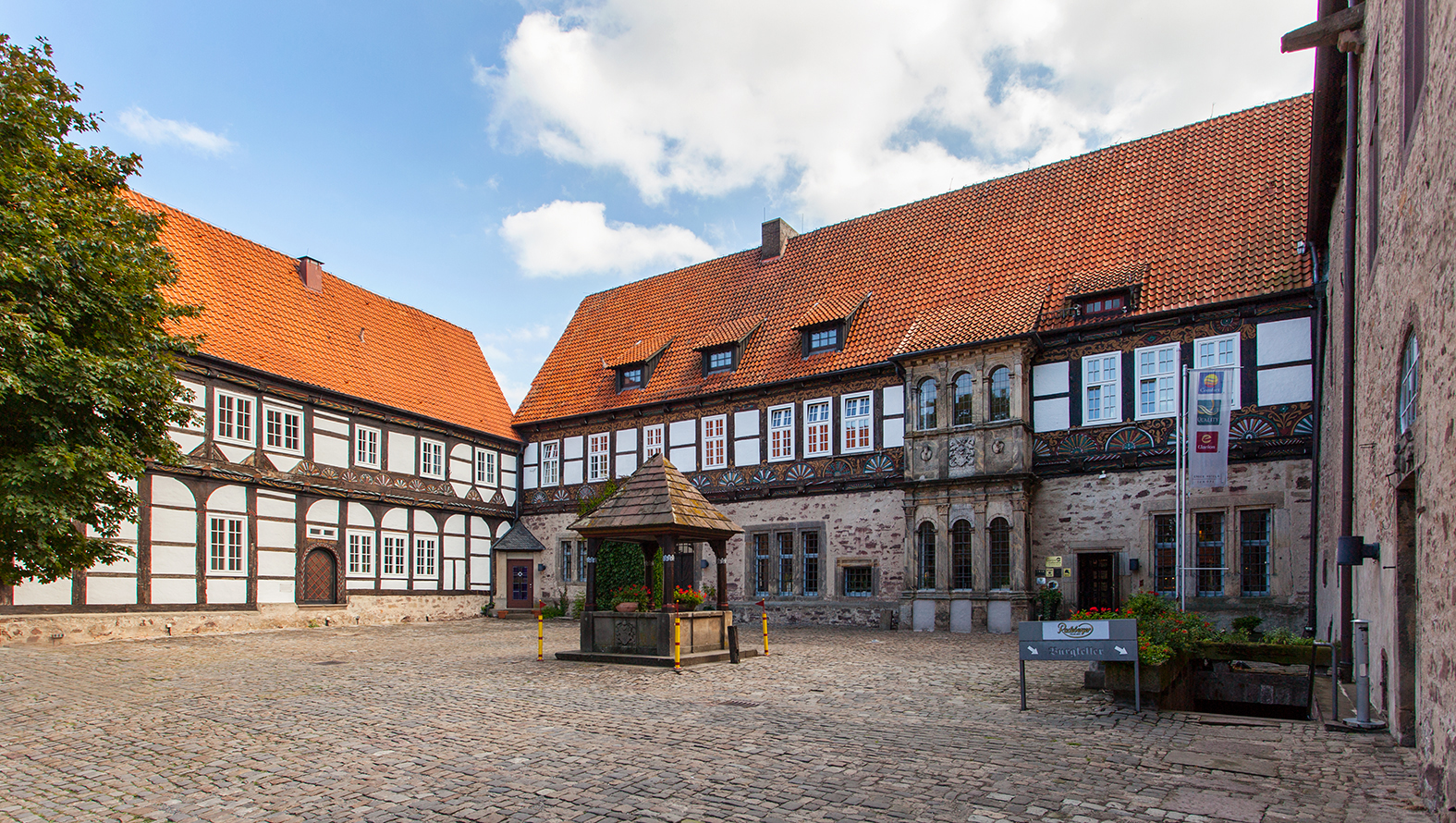
Château de Blomberg.
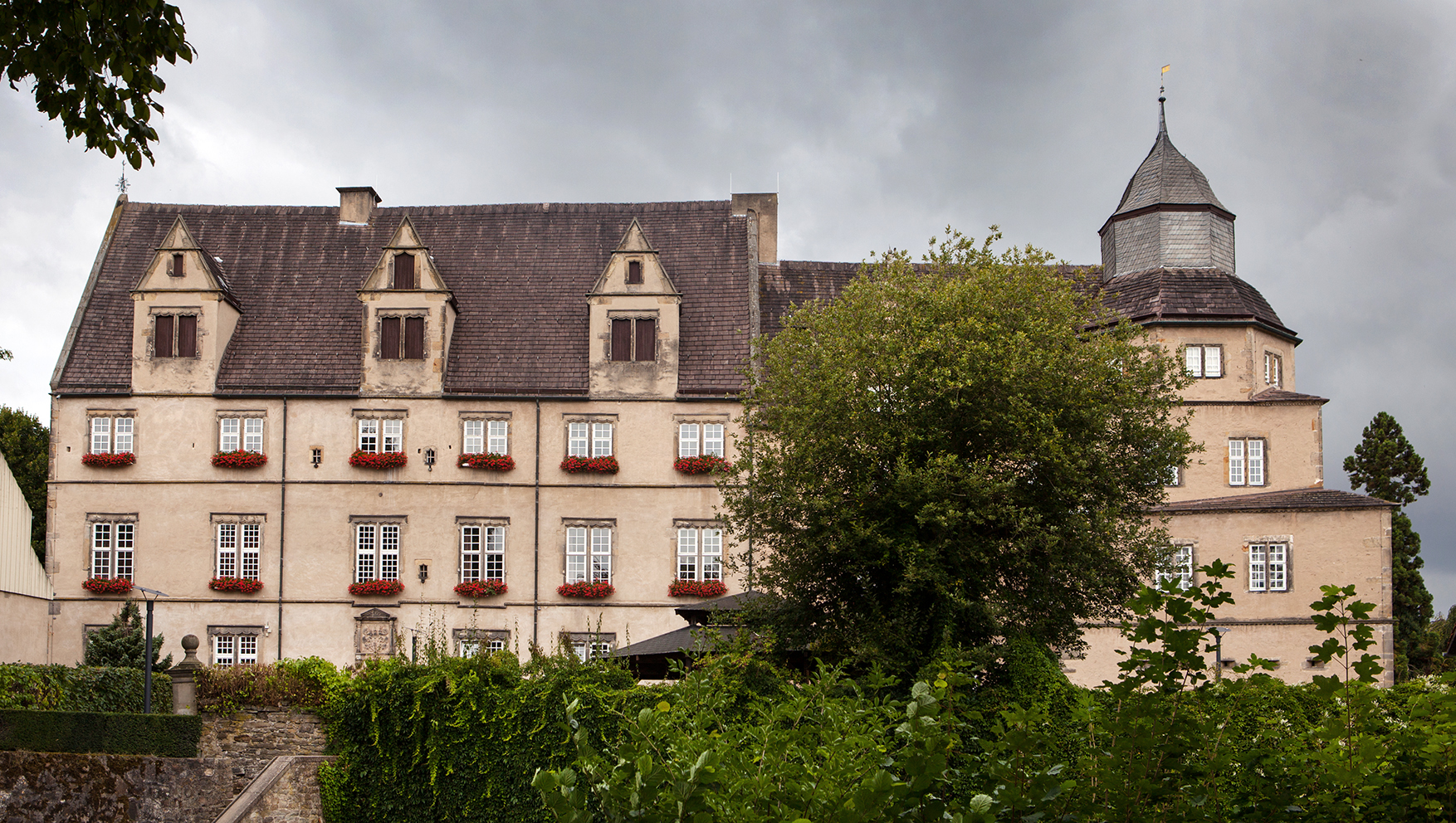
Château de Kalletal.
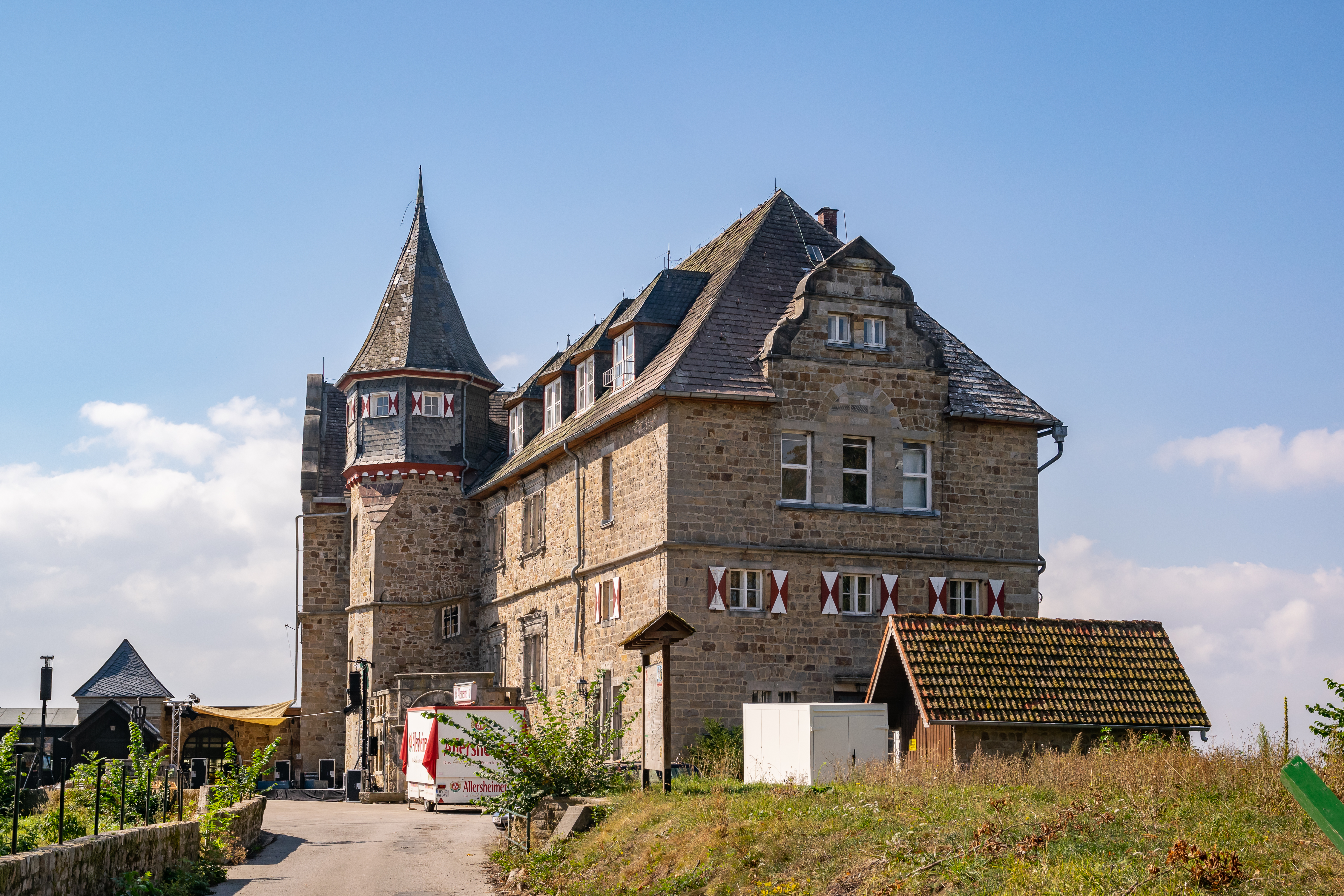
Château de Schwalenberg.
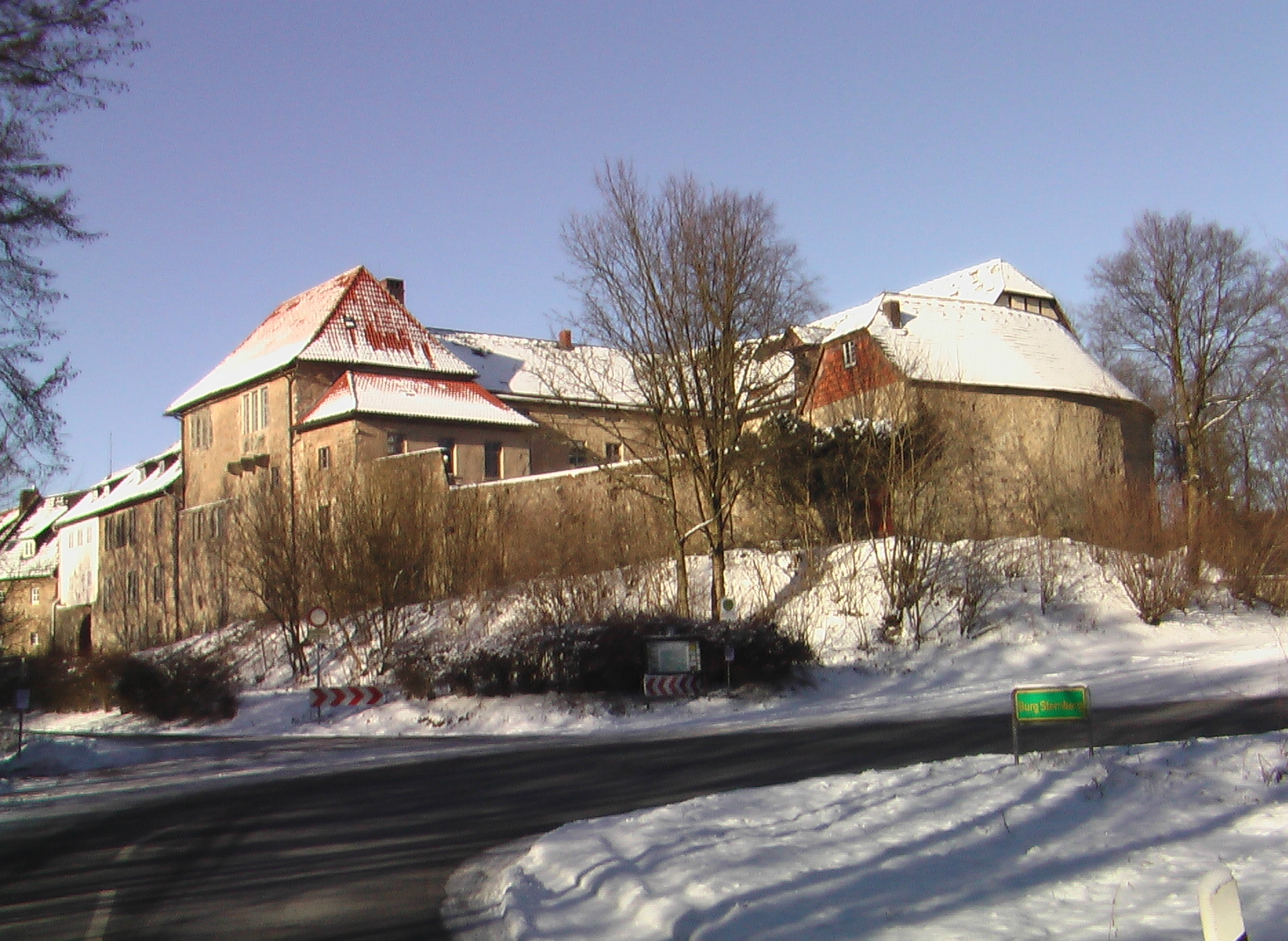
Château de Sternberg, Extertal.
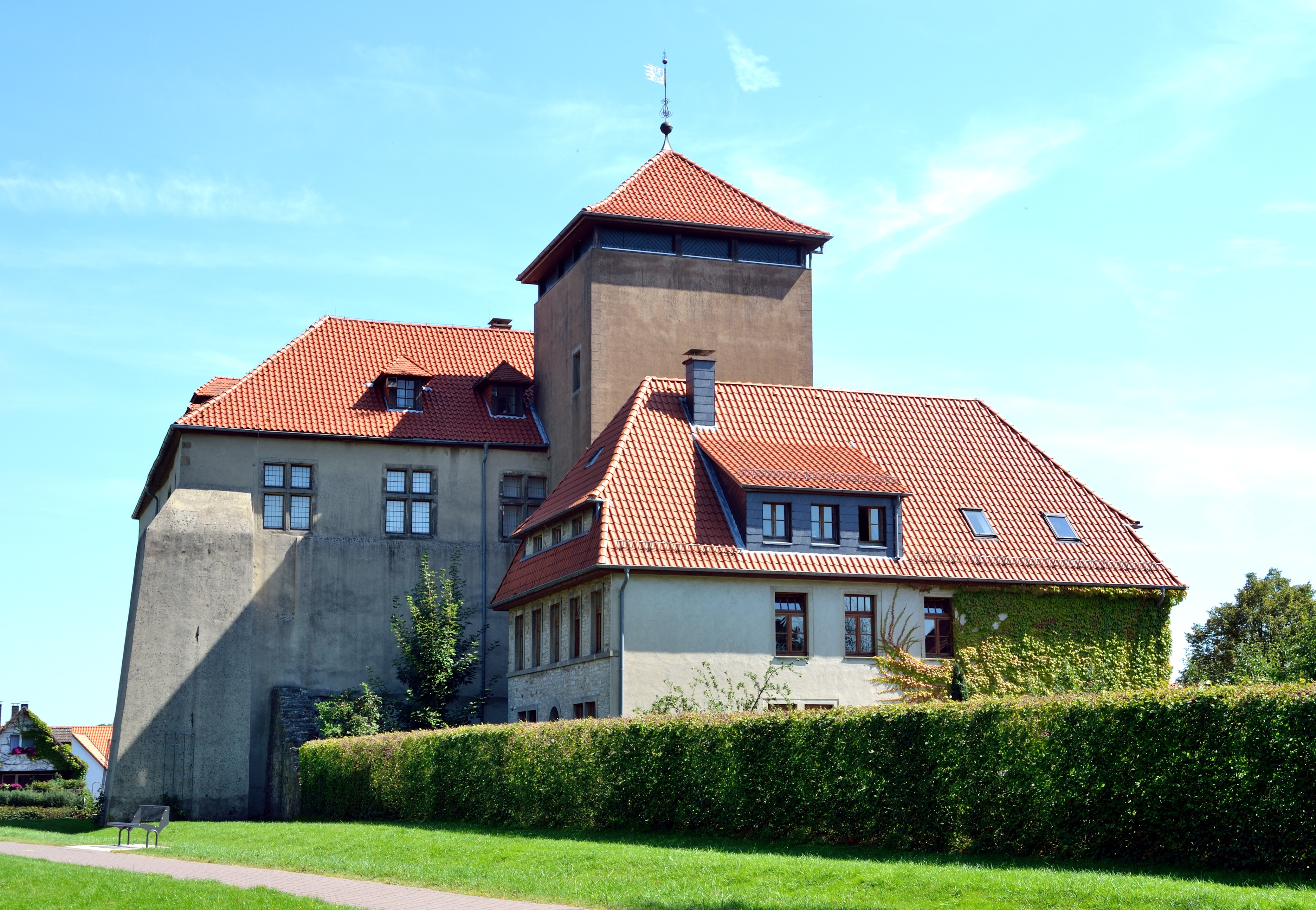
Château de Horn.
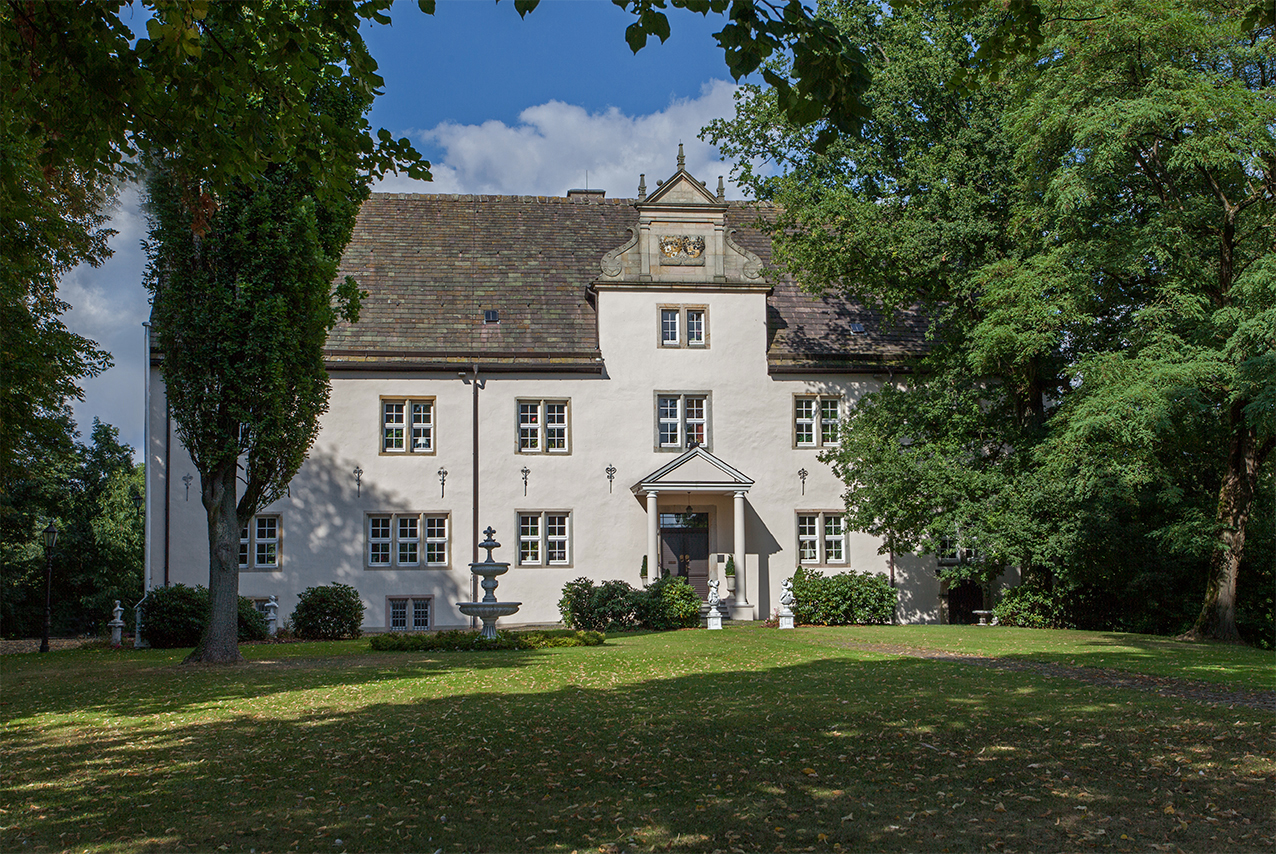
Château d'Alverdissen, Barntrup.
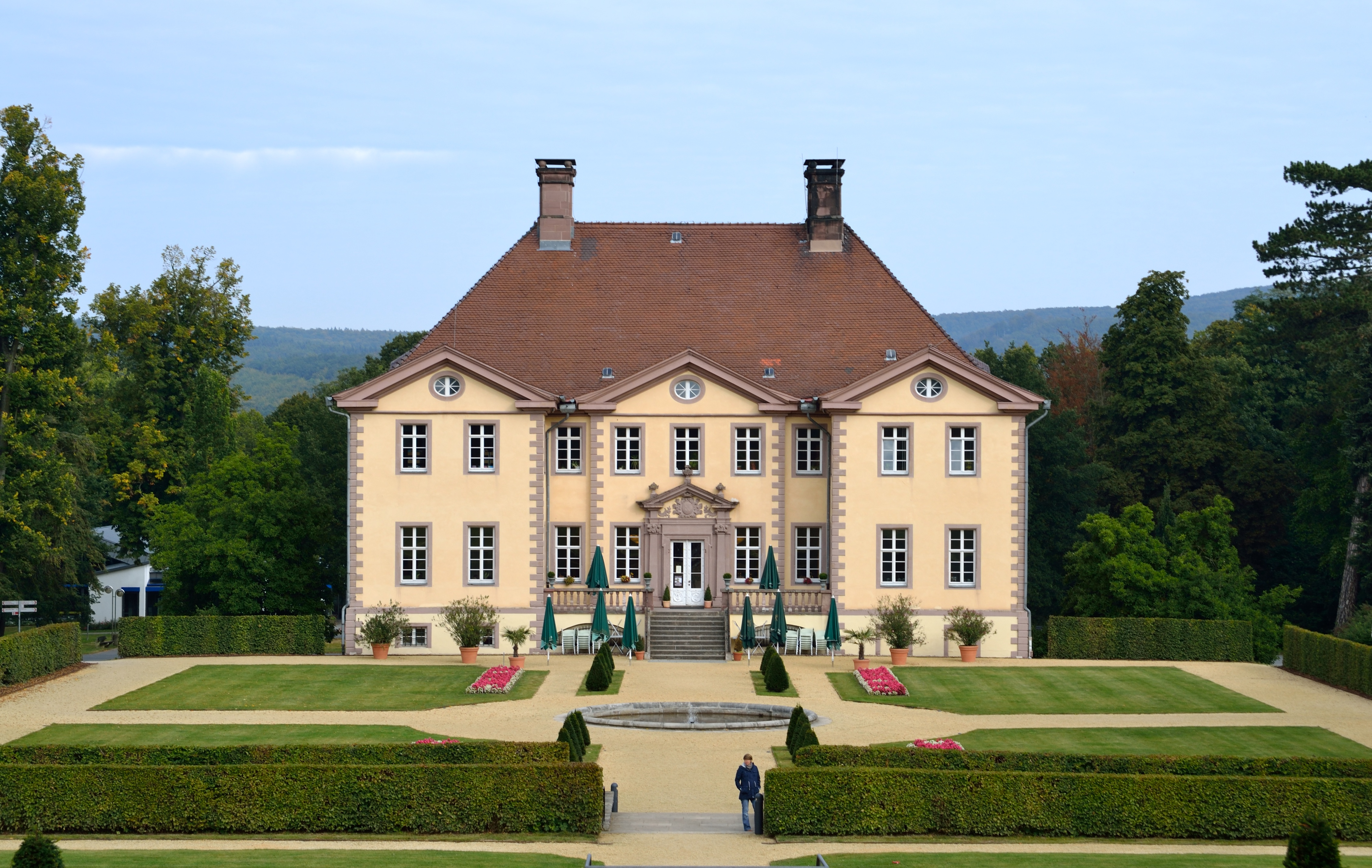
Maison Schieder, Schieder-Schwalenberg.
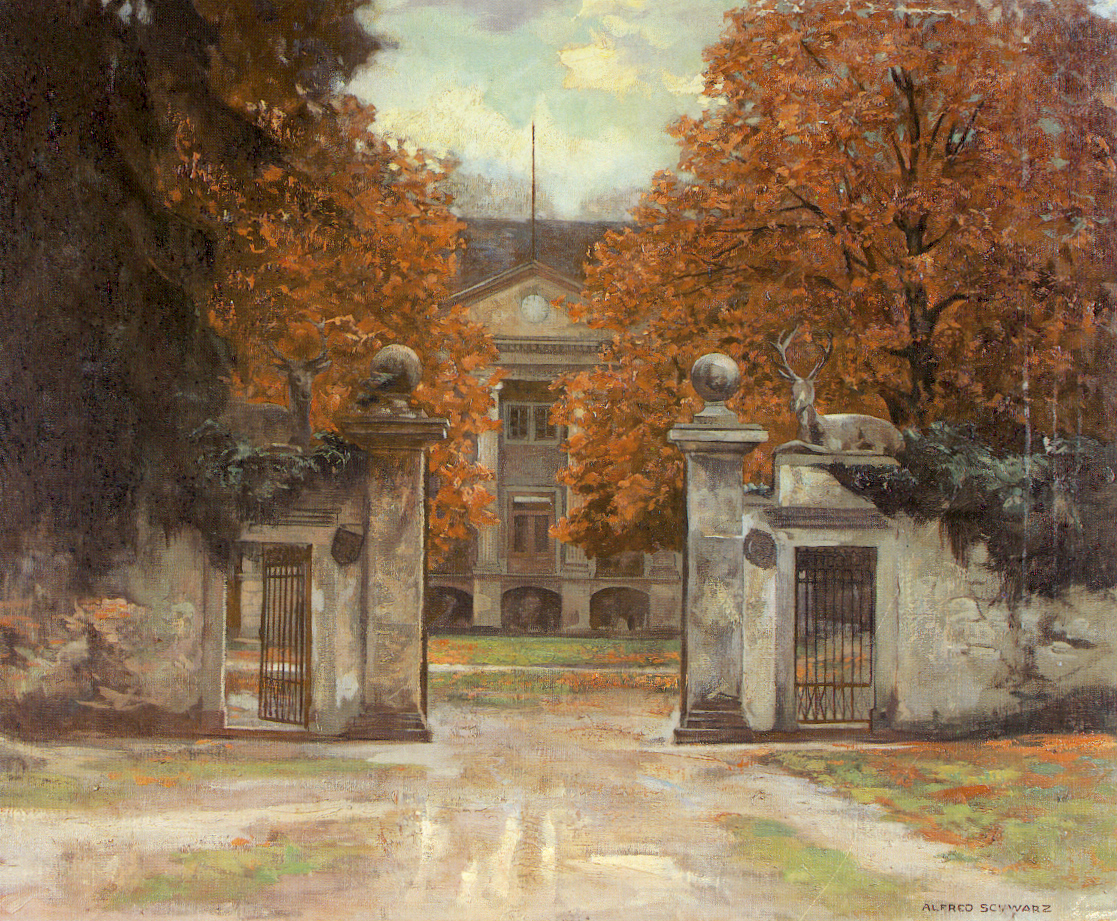
Château de chasse de Lopshorn, Augustdorf.
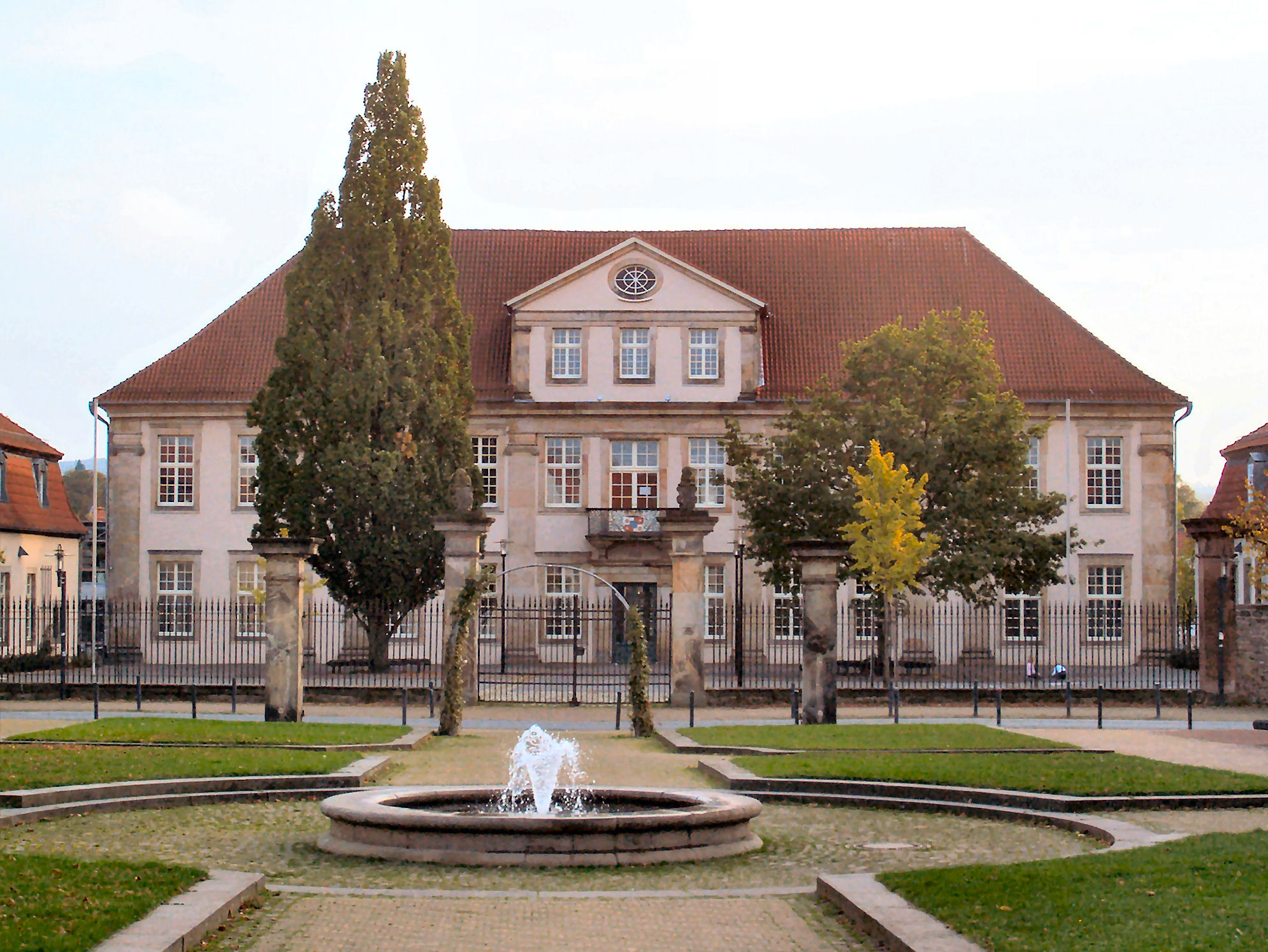
Lippehof à Lemgo.
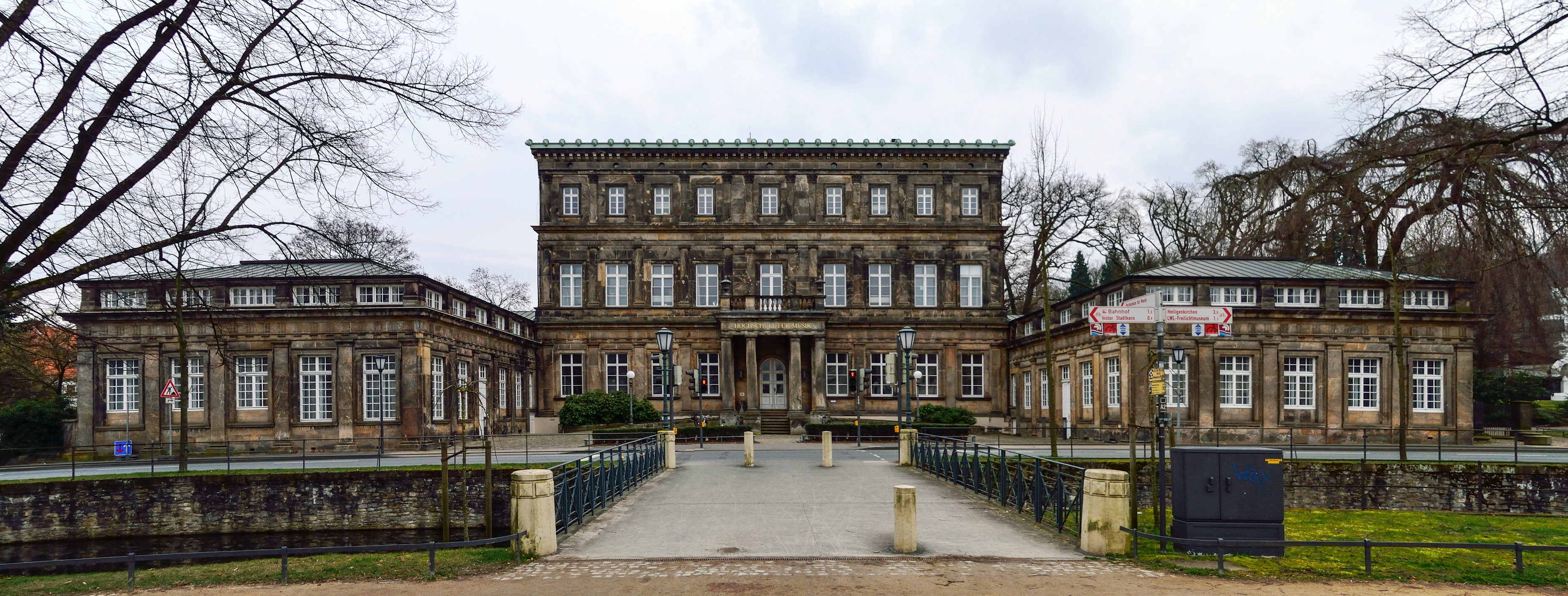
Le nouveau palais à Detmold.